# Prêmio FIFA Ferenc Puskás de 2011
O Prémio FIFA Ferenc Puskás de 2011 foi uma premiação que escolheu o golo mais bonito do ano. Foi realizado no dia 9 de Janeiro de 2012 e teve  como vencedor o futebolista brasileiro Neymar, no jogo entre Santos e Flamengo pelo Campeonato Brasileiro de Futebol de 2011.

## Candidatos
| Posição     | Jogador             | Nacionalidade  | Time               | Oponente        | Resultado | Competição                              | % votos |
| ----------- | ------------------- | -------------- | ------------------ | --------------- | --------- | --------------------------------------- | ------- |
| 1°          | Neymar              | Brasil         | Santos             | Flamengo        | 4–5       | Campeonato Brasileiro de 2011           | N/A     |
| Sem posição | Lionel Messi        | Argentina      | Barcelona          | Arsenal         | 3–1       | Oitavas da Liga dos Campeões de 2010–11 | N/A     |
| Sem posição | Wayne Rooney        | Inglaterra     | Manchester United  | Manchester City | 2–1       | Premier League de 2010–11               | N/A     |
| Sem posição | Benjamin De Ceulaer | Bélgica        | Lokeren            | Club Brugge     | 1–2       | Campeonato Belga de 2011–12             | N/A     |
| Sem posição | Giovani dos Santos  | México         | México             | Estados Unidos  | 4–2       | Final da Copa Ouro da CONCACAF de 2011  | N/A     |
| Sem posição | Julio Gómez         | México         | México             | Alemanha        | 3–2       | Meia final do Mundial Sub-17 de 2011    | N/A     |
| Sem posição | Zlatan Ibrahimović  | Suécia         | Milan              | Lecce           | 1–1       | Serie A de 2010–11                      | N/A     |
| Sem posição | Lisandro López      | Argentina      | Arsenal de Sarandí | Olimpo          | 2–2       | Campeonato Argentino de 2011–12         | N/A     |
| Sem posição | Heather O'Reilly    | Estados Unidos | Estados Unidos     | Colômbia        | 3–0       | Fase de Grupos Mundial Feminino de 2011 | N/A     |
| Sem posição | Dejan Stanković     | Sérvia         | Inter Milan        | Schalke 04      | 2–5       | Quartas da Liga dos Campeões de 2010–11 | N/A     |